# Radoje Kontić
Radoje Kontić (Радоје Контић) (Nikšić, 31 de maio de 1937) é um político aposentado e tecnólogo montenegrino. Foi o último presidente do Conselho Executivo da República Socialista de Montenegro entre 1989 e 1991 - cargo que obteve montando uma onda de putsch anti-burocrático em Montenegro em janeiro de 1989, também atuou como primeiro-ministro da Iugoslávia de 9 de fevereiro de 1993 até 19 de maio de 1998, quando perdeu um voto de confiança. Foi membro da Liga dos Comunistas de Montenegro e mais tarde membro do Partido Democrático dos Socialistas de Montenegro.